# Osiandersche Buchhandlung
Die Osiandersche Buchhandlung ist ein von Erhard Cellius gegründetes und später nach Christian Friedrich Osiander benanntes süddeutsches Buchhandelsunternehmen. Der Hauptsitz befindet sich in Tübingen. Das Unternehmen betreibt in Baden-Württemberg, Rheinland-Pfalz und Bayern über 60 Buchhandlungen und beschäftigt über 600 Angestellte. Osiander ist die älteste und größte Buchhandlung Baden-Württembergs, die zweitälteste Buchhandlung Deutschlands (nach Korn & Berg, Nürnberg) und gehört zu den zehn größten deutschsprachigen Buchhandlungen.

## Geschichte

### 1596 bis 1734 Dynastie Cellius, Brunn

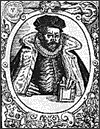
Prof. Erhard Cellius

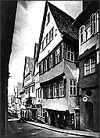
Lange Gasse 2

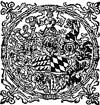
Celliuswappen

Die Vorgängerin der heutigen Buchhandlung wurde am 4. Juni 1596 von Erhard Cellius († 1606) in der Langen Gasse in Tübingen als Druckerei mit Verlag und Buchhandlung gegründet. Cellius’ erster Titel war Imagines Professorum Tubingensium (1601).
Nach dem Tod seines Vaters übernahm Johann Alexander Cellius († 1623) das Unternehmen und baute es zum bedeutendsten süddeutschen Verlag aus.
1625 heiratete der Geschäftsführer die Witwe Cellius’. Nach seinem Tod übernahm 1657 Brunn II. den Betrieb. Nach dessen Tod 1658 folgte als Geschäftsführer der Buchhandlung Johann Georg Cotta, der 1659 die Witwe Brunns II. heiratete. 1681 übernahm der Stiefsohn Brunn III. von Cotta die Firma. Cotta führte seinen eigenen, 1659 gegründeten Verlag Cotta’sche Verlagsbuchhandlung weiter, der zum bekanntesten deutschen Verlag des 19. Jahrhunderts wurde und 1810 nach Stuttgart übersiedelte.
1704 heiratete die Witwe von Brunn III. († 1696) den Buchhändler Stoll, der das Unternehmen 1721 an Theodor Metzler abgab. Seine Frau Susanne führte das Geschäft weiter und heiratete 1727 Karl-Gottlieb Ebert († 1732).

### 1734 bis 1778 Heinrich Berger
Die kinderlose Susanne Ebert-Metzler verkaufte 1743 das Unternehmen an Heinrich Berger, einen Angestellten der Buchhandlung. Er wurde der Verleger von Johann Albrecht Bengel, Nikolaus Ludwig von Zinzendorf und dem Mediziner Autenrieth.
1769 wurde Berger auf Veranlassung der Zensur zu einer Geldstrafe verurteilt, weil er unter dem Druckort Esslingen die Lieder Zinzendorfs herausbrachte, ein Buch, das „ein verrücktes Gehirn, das nie durch Vernunft regiert noch durch einen gründlichen Verstand der Heiligen Schrift geläutert wurde“, verfasst habe.

### 1778 bis 1920 Dynastie Heerbrandt, Osiander, Köhler

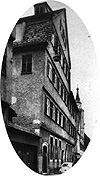
Münzgasse

Da auch Heinrich Berger kinderlos war, veräußerte er 1778 die Buchhandlung an Jacob Friedrich Heerbrandt, einen Buchhandlungsbediensteten in seinem Unternehmen. Daraufhin zog die Buchhandlung in die Münzgasse 9, die damals schönste Straße Tübingens.
In den folgenden Jahren zog die Karlsakademie Stuttgart immer mehr Studenten von Tübingen ab, so dass die Studentenzahl 1781 auf 188 sank. Heerbrandt verlegte in dieser Zeit ein Buch von Schelling und veröffentlichte den Deutschen Dichterwald, das wichtigste Werk der Schwäbischen Romantik.

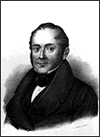
Christian Friedrich Osiander

Christian Friedrich Osiander, 1789 geboren, heiratete 1813 Heerbrandts Tochter und übernahm die Buchhandlung, die bis heute seinen Namen trägt. Wichtige Titel aus seinem Verlag waren Osiander: Handbuch der Entbindungskunde und Osiander: Hebammenkunde. Nach dem Tode Osianders 1839 führte seine Frau das Geschäft fort, bis 1843 der Sohn Franz Osiander die Firma übernahm. Er übergab wiederum die Buchhandlung 1861 an seine Frau Louise.

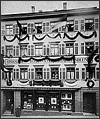
Neue Straße

Die erste Filiale der Buchhandlung eröffnete 1862 in Rottenburg, sie wurde allerdings nach einem halben Jahr wieder aufgegeben und an einen Buchhändler aus Schwäbisch Gmünd verkauft, der Wilhelm Bader als Geschäftsführer einsetzte. Die Tübinger Buchhandlung zog derweil von der Münzgasse in die Neue Straße, und das Unternehmen verkaufte seine Verlagsrechte.
1880 wurde Karl Köhler, ein Enkel Osianders, Nachfolger seiner Tante Louise Osiander. Es wurden nun Geschäftsbücher speziell für den Buchhandel verlegt. Köhler wurde 1901 zum Königlichen Hofbuchhändler ernannt.

### Seit 1920 Familie Jordan / Riethmüller
1920 kauften die beiden ehemaligen Marineoffiziere Richard Jordan (1891–1955) und Gustav Pezold die Buchhandlung von Köhler. Beide waren in verschiedenen rechtsnationalen Freikorps aktiv, unter anderem in der Marine-Brigade Ehrhardt. Das betriebswirtschaftliche Überleben der Buchhandlung in den krisengeschüttelten 1920er Jahren sicherte vor allem die Veröffentlichung von Max Bauers deutschnationaler und antisemitischer Schrift Der große Krieg in Feld und Heimat. 1925 übernahmen Jordan und Pezold auch die Buchhandlung Fischer in der Wilhelmstraße 12, wodurch Osiander näher an die Universität rückte. Pezold wechselte 1930 zum Georg Müller Verlag, Jordan war fortan alleiniger Inhaber. Nach seinem Tod 1955 ging die Buchhandlung zunächst auf seine Frau Eva Jordan geb. Wischhusen, dann auf seine Tochter Brigitte Riethmüller über. Geschäftsführer wurde sein Schwiegersohn Konrad-Dietrich Riethmüller, der Osiander nach dem Eintritt der Söhne Hermann-Arndt (1973) und Heinrich (1977) 1979 in eine GmbH mit 26 Zweigstellen umwandelte. Unter Konrad-Dietrich Riethmüller wurden moderne betriebswirtschaftliche Methoden eingeführt, das Stammhaus in der Wilhelmstraße mehrfach umgebaut, nach dem Eintritt der Söhne die ersten Buchhandlungen gegründet, eine fahrende Buchhandlung („Buchmobil“ 1979–1981) ins Leben gerufen und ein Einkaufsbüro in den USA eröffnet („Osiander Booktrade“ zuerst in New York, dann in Baltimore, 1985–2002).

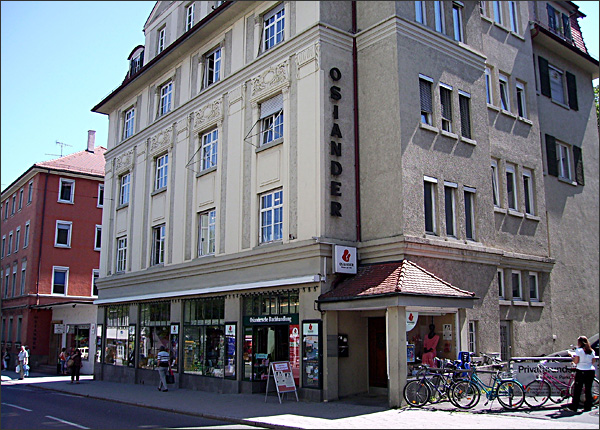
Wilhelmstraße

1995 wurden die Verwaltung und der Wareneingang in das neue Logistikzentrum am Rande Tübingens ausgelagert. Im Jahr des 400-jährigen Jubiläums 1996 starb Konrad-Dietrich Riethmüller. Er erlebte noch den Online-Auftritt von Osiander im Internet.
Die Geschäftsleitung von Osiander, Heinrich und Hermann-Arndt Riethmüller und Claudia Zürcher-Riethmüller, wurde 2002 durch Christian Riethmüller verstärkt, der 2004 Gesellschafter des Unternehmens wurde. Damit übernahm die vierte Generation der Familie Jordan / Riethmüller unternehmerische Verantwortung. Ab 2010 gehörten mit Kathrin von Papp-Riethmüller und Ulrike Sander zwei weitere Familienmitglieder der Geschäftsleitung des Unternehmens an. Zum 31. Dezember 2015 schied Hermann-Arndt Riethmüller aus der Geschäftsführung aus und wechselte in den Aufsichtsrat einer zum 1. Januar 2016 gegründeten Familienstiftung, in die das gesamte Betriebsvermögen eingebracht wurde, den er leitet. Auch Claudia Zürcher-Riethmüller, Kathrin von Papp-Riethmüller und Ulrike Sander schieden zum 1. Januar 2016 aus der Geschäftsführung aus, die ab dann aus Christian und Heinrich Riethmüller bestand. Beide sind neben Hermann-Arndt Riethmüller auch Vorstände der Stiftung. Zum 1. Januar 2019 wurde Heinrich Riethmüller zum Vorsitzenden des Stiftungsvorstands bestimmt. Ebenfalls zum 1. Januar 2019 wurden Karin Goldstein in die Geschäftsführung aufgenommen und Christian Riethmüller zum Vorsitzenden der Geschäftsführung berufen. Hermann-Arndt Riethmüller gehört der Geschäftsführung ebenfalls wieder an.
Heinrich Riethmüller war von 2013 bis 2019 Vorsteher des Börsenvereins des Deutschen Buchhandels.
Osiander ging 2020 eine strategische Partnerschaft mit der ebenfalls familiengeführten Thalia Bücher GmbH ein. Ziel dieser Partnerschaft ist die gemeinsame Weiterentwicklung in den Bereichen eCommerce, Beschaffung und Logistik. Zu diesem Zweck wurde die Osiander-Vertriebs-Gesellschaft (OVG) gegründet, an der Thalia Bücher mehrheitlich beteiligt ist. Das Bundeskartellamt gab am 19. November 2020 die Genehmigung. 2024 eröffneten beide Firmen die erste gemeinsame Buchhandlung in Konstanz unter dem Doppelnamen Thalia Osiander.

### 2021 Fusion mit RavensBuch

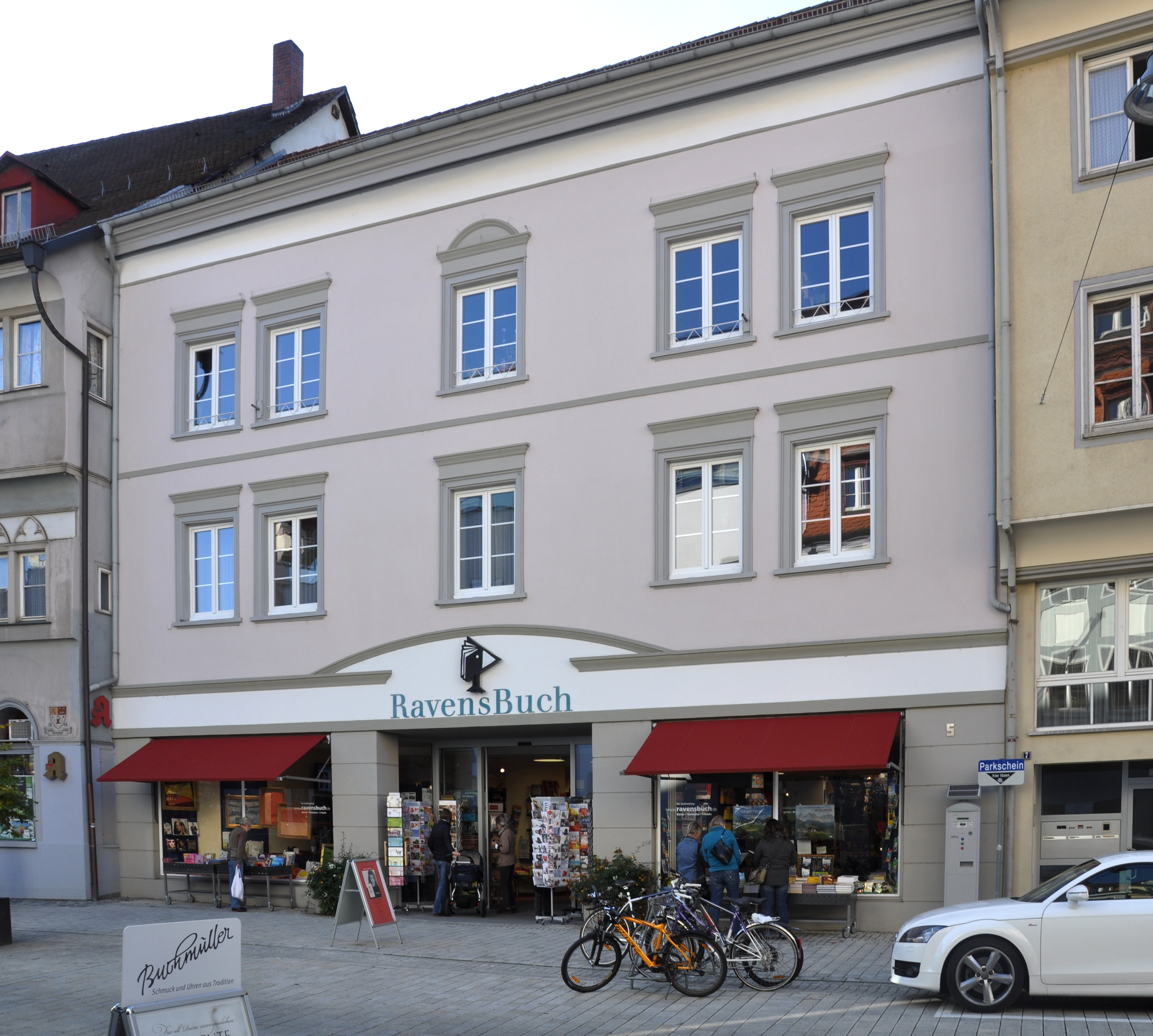
Der Eingang der Ravensburger Filiale in der Kirchstraße

1992 gründeten Margarete und Michael Riethmüller, Sohn von Konrad-Dietrich Riethmüller, in Ravensburg die Buchhandlung RavensBuch. 2006 wurde eine Filiale in Friedrichshafen, 2018 eine in Tettnang und 2019 eine in Markdorf eröffnet. 2019 übergab Margarete Riethmüller die Geschäftsführung an ihren Sohn Martin Riethmüller, der das Unternehmen von da an gemeinsam mit seinem Vater Michael Riethmüller führte. 2021 fusionierten die beiden von den Familien Riethmüller geführten Buchhandlungen RavensBuch und Osiander. Michael und Martin Riethmüller wurden damit Mitgesellschafter der bisher von Hermann-Arndt, Heinrich und Christian Riethmüller geführten Osianderschen Buchhandlung. Heinrich Riethmüller gab seine Geschäftsführertätigkeit an Martin Riethmüller ab.

## Logo

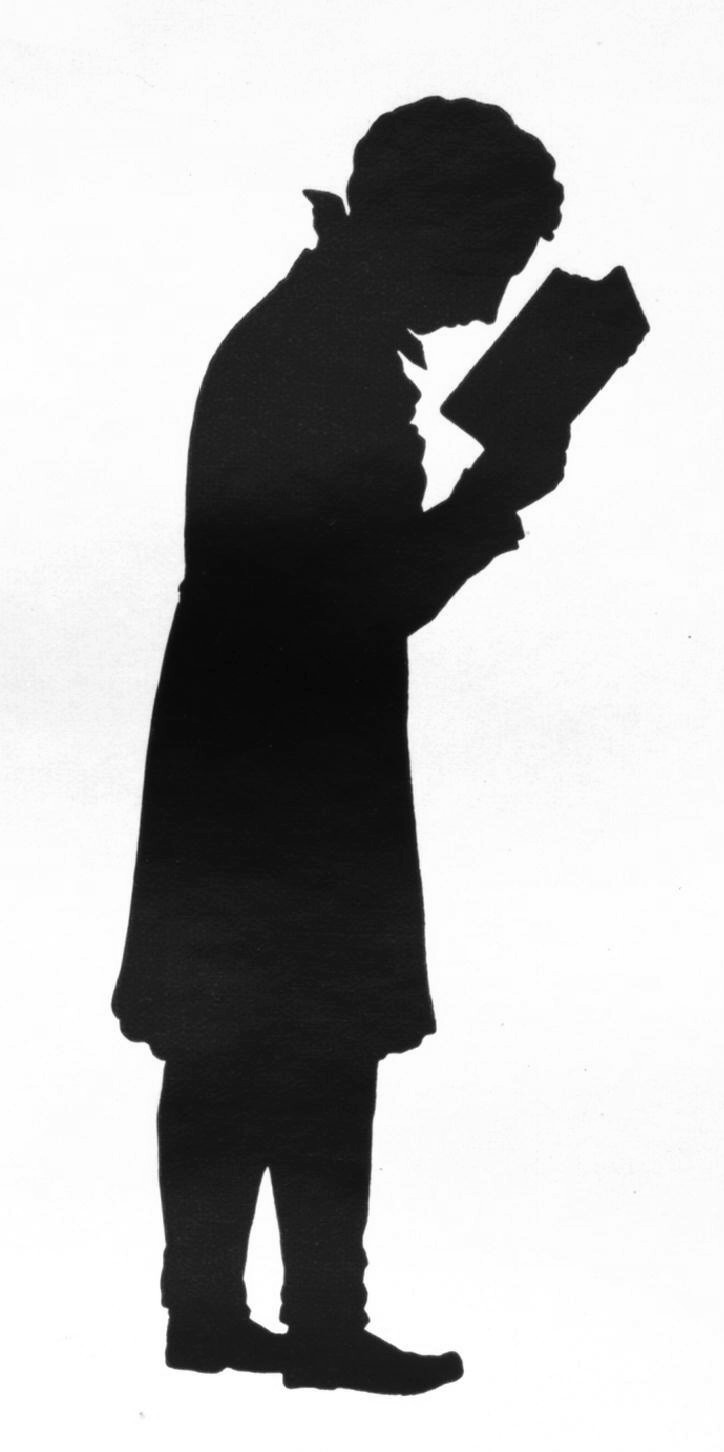
Ludwig Uhland, die Vorlage des Logos.

Das Logo des Unternehmens basiert auf einem schwarzen Scherenschnitt, der den Tübinger Dichter Ludwig Uhland darstellt. Der Original-Scherenschnitt wurde 1817 von der Künstlerin Luise Duttenhofer kreiert und trägt den Titel Ludwig Uhland als Advokat. Es zeigt einen leicht buckligen lesenden Mann. Aus diesem Kunstwerk wurde der Kopf des Dichters extrahiert, aufgerichtet und in das Logo eingearbeitet.

## Filialentwicklung und Standorte
Ab Mitte der 1970er bis Mitte der 2000er Jahre filialisierte Osiander ausschließlich in Baden-Württemberg, 2005 wurde erstmals eine Buchhandlung in Rheinland-Pfalz (Speyer), 2011 eine in Bayern (Memmingen) und 2013 eine in Hessen (Frankfurt) eröffnet.

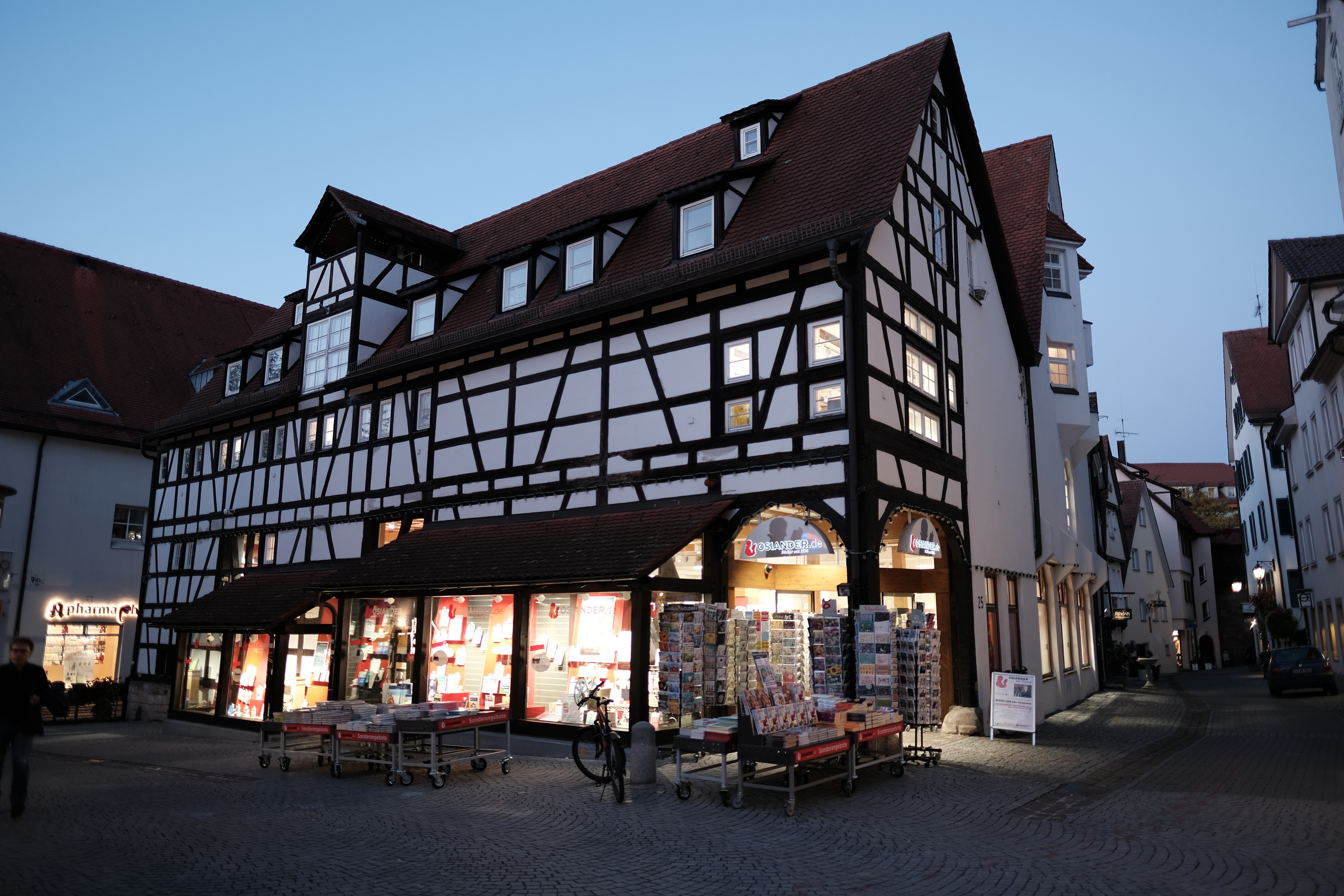
Tübingen Metzgergasse

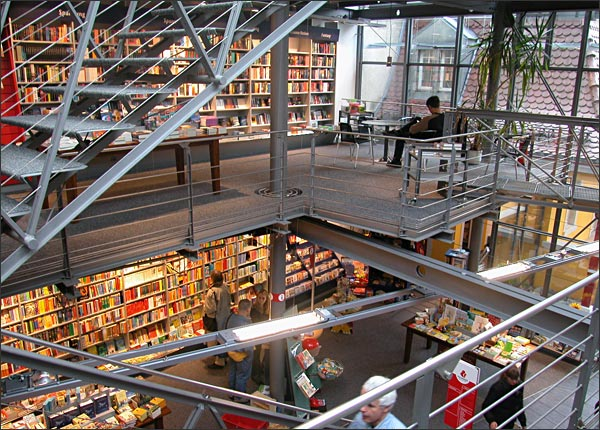
Konstanz

Landsberg

| Eröffnung          | Stadt                      | Genauer Ort                                                                                         | Notizen |
| ------------------ | -------------------------- | --------------------------------------------------------------------------------------------------- | --- |
| 1925               | Tübingen                   | Wilhelmstraße 12                                                                                    | Übernahme der Buchhandlung Fischer, Stammhaus bis Herbst 2017, Schließung August 2020                          |
| 1974               | Tübingen                   | Auf der Morgenstelle                                                                                | Campus-Filiale, Schließung November 2013                                                                       |
| 1974               | Böblingen                  | City-Center, seit 2. Oktober 2014 Mercaden, seit 5. November 2024 in der Bahnhofstraße 23           | |
| 1974               | Tübingen                   | gegenüber Stammhaus                                                                                 | „Kleiner Osiander“, Kinder- und Jugendbücher, Schließung 1984                                                  |
| 1983               | Reutlingen                 | Kaiserpassage, seit 1992 Wilhelmstraße 64 (Listhaus)                                                | 2001 zur größten Buchhandlung Baden-Württembergs ausgebaut                                                     |
| 1995               | Schwenningen               | City Rondell bis 2021, seit 2021 In der Muslen 14 (C&A-Gebäude)                                     | |
| 1996               | Rottenburg                 | Marktplatz 25                                                                                       | Übernahme der Buchhandlung Bader                                                                               |
| 1998               | Stuttgart                  | bei Tritschler                                                                                      | Schließung Ende 2003                                                                                           |
| 2000               | Tübingen                   | Metzgergasse 25                                                                                     | seit Herbst 2017 neues Stammhaus                                                                               |
| März 2003          | Konstanz                   | Kanzleistraße 5 und Universität                                                                     | Übernahme der Buchhandlung Gess                                                                                |
| März 2004          | Villingen                  | Rietstraße 8                                                                                        | Übernahme der Buchhandlung Hügle                                                                               |
| Oktober 2005       | Speyer                     | Wormser Straße 2                                                                                    | Übernahme der Buchhandlung Librodrom                                                                           |
| 2006               | Tübingen-Derendingen       | | Logistik- und Service-Center                                                                                   |
| August 2006        | Heilbronn                  | Fleiner Straße 3                                                                                    | |
| September 2006     | Baden-Baden                | Wagener Galerie                                                                                     | Schließung Februar 2010                                                                                        |
| Januar 2007        | Biberach                   | Marktplatz 40                                                                                       | Übernahme der Buchhandlung Weichhardt                                                                          |
| Juni 2007          | Neustadt an der Weinstraße | Kellereistraße 12–14                                                                                | |
| April 2008         | Tübingen                   | Holzmarkt 3                                                                                         | Übernahme der Geschäftsräume Buchhandlung Tabula als „Osiander aktuell“, Schließung Februar 2021               |
| Dezember 2008      | Konstanz                   | Rosgartenstraße 29                                                                                  | Schließung 2022                                                                                                |
| Oktober 2009       | Backnang                   | Schillerstraße 9, seit 18. November 2023 Grabenstraße 15                                            | Übernahme der Buchhandlung Schwanen                                                                            |
| November 2009      | Albstadt                   | Marktstraße 52                                                                                      | |
| März 2010          | Pforzheim                  | Schlössle-Galerie                                                                                   | Schließung 2020                                                                                                |
| März 2010          | Schwäbisch Hall            | Neue Straße 29–33                                                                                   | |
| September 2010     | Calw                       | Lederstraße 60                                                                                      | |
| 15. August 2011    | Aalen                      | Mittelbachstraße 14                                                                                 | Übernahme der Buchhandlung Jahn, Schließung 2017                                                               |
| Oktober 2011       | Memmingen                  | Maximilianstraße 3 1/2                                                                              | |
| März 2012          | Bietigheim                 | Hauptstraße 43                                                                                      | |
| 1. Oktober 2012    | Landsberg am Lech          | Ludwigstraße 157                                                                                    | Übernahme der Buchhandlung Verza                                                                               |
| Ende 2012          | Tübingen                   | Uhlandstraße 2 (Tagblatt-Eck)                                                                       | „Osiander City Azubi-Laden“, Schließung Ende 2021                                                              |
| November 2012      | Überlingen                 | Münsterstraße 8                                                                                     | |
| 1. Januar 2013     | Stuttgart                  | Nadlerstraße 4 bis Ende 2016, seit Juni 2017 Marktplatz 5 (Haufler-Haus)                            | Übernahme der Buchhandlung Lindemanns                                                                          |
| 29. August 2013    | Frankfurt am Main          | Skyline Plaza                                                                                       | Schließung März 2024                                                                                           |
| 30. November 2013  | Balingen                   | Friedrichstraße 21, seit Herbst 2023 Friedrichstraße 35                                             | |
| 23. September 2014 | Stuttgart                  | Gerber                                                                                              | |
| 9. Oktober 2014    | Stuttgart                  | Milaneo                                                                                             | Schließung 2021 oder 2022                                                                                      |
| November 2014      | Pfaffenhofen an der Ilm    | Hauptplatz 19, seit 2. Dezember 2022 Hauptplatz 12                                                  | Übernahme der Buchhandlung Pesch                                                                               |
| Januar 2015        | Schorndorf                 | Marktplatz 14                                                                                       | Übernahme der Buchhandlung Bacher                                                                              |
| 2015               | Lörrach                    | Basler Straße 170 (Alter Marktplatz)                                                                | |
| 27. November 2015  | Heilbronn                  | Fleiner Straße 12                                                                                   | Pop-Up-Buchhandlung „Osiander extra“ zusammen mit Buchvertrieb Blank für Sonderangebote, Schließung April 2016 |
| 2016               | Waiblingen                 | Kurze Straße 24                                                                                     | Übernahme der Buchhandlung Hess                                                                                |
| Frühjahr 2016      | Bad Säckingen              | Alte Basler Straße 2 (Beck-Arkaden)                                                                 | Übernahme Mitarbeiterinnen Buchhandlung am Gallusturm                                                          |
| Juli 2016          | Esslingen am Neckar        | Innere Brücke und Pliensaustraße 17, seit 20. April 2020 Bahnhofstraße 18 (Gebäude Kaufhaus Strauß) | Übernahme der Buchhandlung H. Th. Schmidt                                                                      |
| 17. September 2016 | Waldshut                   | Bismarckstraße 10                                                                                   | Übernahme der Hochrhein-Buchhandlung                                                                           |
| Mitte Juni 2017    | Bad Kreuznach              | Mannheimer Straße 136 bei Schuhhaus Wagner                                                          | |
| September 2017     | Aalen                      | Radgasse 1–3                                                                                        | Übernahme der Buchhandlung Herwig                                                                              |
| September 2017     | Göppingen                  | Marktstraße 14                                                                                      | Übernahme der Buchhandlung Herwig                                                                              |
| September 2017     | Heidenheim                 | Hauptstraße 3                                                                                       | Übernahme der Buchhandlung Herwig, Schließung Dezember 2020                                                    |
| September 2017     | Schwäbisch Gmünd           | Postgasse 5, seit 2021 Marktplatz 19–21                                                             | Übernahme der Buchhandlung Herwig                                                                              |
| September 2017     | Tübingen                   | Metzgergasse 15                                                                                     | „Osiander Kids“                                                                                                |
| 3. Januar 2018     | Bamberg                    | Grüner Markt 16                                                                                     | Übernahme der Buchhandlung Hübscher                                                                            |
| 3. Januar 2018     | Hallstadt                  | Michelinstraße 142 (Market Oberfranken)                                                             | Übernahme der Buchhandlung Hübscher                                                                            |
| 4. Januar 2018     | Fürth                      | Schwabacher Straße 22                                                                               | Übernahme der Buchhandlung Hübscher                                                                            |
| 4. Januar 2018     | Haßfurt                    | Hauptstraße 33                                                                                      | Übernahme der Buchhandlung Hübscher, Schließung 9. Januar 2023                                                 |
| 4. Januar 2018     | Neumarkt in der Oberpfalz  | Dammstraße 1                                                                                        | Übernahme der Buchhandlung Hübscher, Schließung 31. Dezember 2020                                              |
| 1. Februar 2018    | Wangen im Allgäu           | Herrenstraße 9                                                                                      | Übernahme der Buchhandlung Ritter (vormals Gegenbaurstraße 10)                                                 |
| März 2018          | Sigmaringen                | Antonstraße 27, seit 27. November 2020 Antonstraße 24 (Gebäude Kaufhaus Boos)                       | Übernahme der Carl Liehner Hofbuchhandlung                                                                     |
| 17. Mai 2018       | Lindau                     | Cramergasse 14                                                                                      | |
| 1. September 2018  | Achern                     | Adlerplatz 15                                                                                       | Übernahme der Buchhandlung am Rathaus                                                                          |
| 2018               | Achern                     | Rathausplatz                                                                                        | „Osiander City“, Schließung ca. 2019                                                                           |
| 1. November 2018   | Bühl                       | Hauptstraße 62                                                                                      | Übernahme der Buchhandlung Ullmann (vormals Eisenbahnstraße 33)                                                |
| 30. November 2018  | Donaueschingen             | Karlstraße 17                                                                                       | |
| 1. Januar 2019     | Ditzingen                  | Marktstraße 4 und Münchinger Straße 1, seit April 2022 Marktstraße 13                               | Übernahme der Pan-Buchhandlung als „Osiander Kids“                                                             |
| 1. Januar 2019     | Nördlingen                 | Schrannenstraße 12                                                                                  | Übernahme der Buchhandlung Greno, Schließung Januar 2023                                                       |
| 1. Januar 2019     | Sonthofen                  | Bahnhofstraße 11                                                                                    | Übernahme der Köselschen Buchhandlung                                                                          |
| 1. Februar 2019    | Marktoberdorf              | Georg-Fischer-Straße 32, seit 24. November 2022 Eberle-Kögl-Straße 6                                | Übernahme der Buchhandlung Glas                                                                                |
| 1. Februar 2019    | Metzingen                  | Reutlinger Straße 3                                                                                 | Übernahme der Buchhandlung Stoll (vormals Schönbeinstraße 7)                                                   |
| 1. März 2019       | Baiersbronn                | Freudenstädter Straße 12                                                                            | Übernahme von Bücher Burkard                                                                                   |
| 1. März 2019       | Winnenden                  | Marktstraße 37                                                                                      | Übernahme der Buchhandlung Halder (vormals Torstraße 5)                                                        |
| April 2019         | Heilbronn                  | Experimenta Heilbronn                                                                               | |
| 26. April 2019     | Kehl                       | Hauptstraße 71                                                                                      | Schließung 18. Juni 2022                                                                                       |
| Juni 2019          | Plochingen                 | Marktstraße 13–17                                                                                   | Schließung 5. Januar 2025                                                                                      |
| Juli 2019          | Oberstdorf                 | Hauptstraße 9                                                                                       | |
| September 2019     | Bretten                    | Weißhofer Galerie                                                                                   | Schließung September 2022                                                                                      |
| 1. September 2019  | Forchheim                  | Hauptstraße 42                                                                                      | Übernahme der Buchhandlung Streit                                                                              |
| 1. September 2019  | Stuttgart-Bad Cannstatt    | Marktstraße 33a+b                                                                                   | Übernahme der Buchhandlung Wagner                                                                              |
| November 2019      | Eppingen                   | Brettener Straße 4–6                                                                                | Übernahme der Buchhandlung Greno, Schließung Januar 2023                                                       |
| 1. Januar 2020     | Geretsried                 | Karl-Lederer-Platz 3                                                                                | Übernahme der Buchhandlung Ulbrich, Übergabe an Thalia am 22. Mai 2024                                         |
| 1. Januar 2020     | Ehingen (Donau)            | Hauptstraße 75                                                                                      | Übernahme des Ehinger Buchladens                                                                               |
| 1. Februar 2020    | Leutkirch im Allgäu        | Marktstraße 35, seit Herbst 2021 Marktstraße 14                                                     | Übernahme der Buchhandlung Kappler                                                                             |
| 16. September 2021 | Friedrichshafen            | Karlstraße 42                                                                                       | Fusion mit RavensBuch                                                                                          |
| 16. September 2021 | Markdorf                   | Am Stadtgraben 12                                                                                   | Fusion mit RavensBuch                                                                                          |
| 16. September 2021 | Ravensburg                 | Marienplatz 34                                                                                      | Fusion mit RavensBuch                                                                                          |
| 16. September 2021 | Tettnang                   | Karlstraße 18                                                                                       | Fusion mit RavensBuch                                                                                          |
| 22. Juni 2022      | Konstanz                   | Bodanstraße 1 (LAGO Shopping-Center)                                                                | gemeinsame Filiale mit Thalia                                                                                  |
| 27. September 2023 | Lahr                       | Marktstraße 17                                                                                      | |

Im firmeneigenen Logistikzentrum in Tübingen, das 1.200 m² für Aktionsware und Material sowie 3.000 m² für den Umschlag von Büchern umfasst, sind 60 Mitarbeiter beschäftigt.

## Auszeichnungen
- 2006: Dienstleister des Jahres in der Kategorie Vorbildliche Kundenzufriedenheit. Verliehen durch das Wirtschaftsministerium Baden-Württemberg.[31]
- 2010: Buchhandlung des Jahres in der Kategorie Großbuchhandlung. Verliehen von der Fachzeitschrift Buchmarkt mit Partnern.[32]
- 2011: Zukunftspreis Handel Baden-Württemberg aufgrund herausragender Leistungen in den Kategorien klares Unternehmensprofil, konsequente Kundenorientierung, offene Mitarbeiterorientierung und nachhaltiges Handeln. Verliehen durch den Sparkassenverband Baden-Württemberg sowie den Handelsverband Baden-Württemberg e. V.[33]
- 2011: Großer Preis des Mittelstandes: Finalist des Jahres 2011 im 17. bundesweiten Wettbewerb aus den Bundesländern Baden-Württemberg, Bayern, Hessen und Thüringen aufgrund der hervorragenden Gesamtentwicklung des Unternehmens, der Schaffung sowie Sicherung von Arbeits- und Ausbildungsplätzen sowie vorbildlicher Leistungen in den Wettbewerbskriterien Innovation/Modernisierung, Engagement in der Region und Service/Kundennähe/Marketing.[34]
- 2012: Entrepreneur des Jahres: Finalist beim 16. Unternehmerwettbewerb Entrepreneur des Jahres der besten mittelständischen Unternehmen Deutschlands.[35]
- 2013: Händler des Jahres in den Kategorien Service und Bücher.[36]
- 2015: Händler des Jahres in den Kategorien Bücher und Zeitschriften, Service und Innovation.[37]
- 2017: Händler des Jahres in der Kategorie Bester Service[38]